# Aggressors of Dark Kombat
Aggressors of Dark Kombat, conosciuto in Giappone come Tsūkai GANGAN Kōshinkyoku  (痛快GANGAN行進曲?, lett. Marcia intensa ed eccitante), è un videogioco del genere picchiaduro pubblicato da SNK, uscito sul mercato per Neo Geo e Neo Geo CD nel 1995. Deve il suo nome occidentale dalle iniziali della software house giapponese che l'ha sviluppato, la ADK, che ha parodiato il gioco Mortal Kombat per l'utilizzo della "K" al posto della "C".

## Modalità di gioco
La principale innovazione di Aggressors of dark Kombat è la possibilità per i combattenti di muoversi virtualmente in modo continuo verso o lontano dallo schermo, oltre che a sinistra e a destra, in modo simile ad alcuni picchiaduro arcade degli anni '80 come Violence Fight, Street Smart e Pit-Fighter. Per questo motivo, a differenza di molti altri picchiaduro 2D, il salto viene effettuato tramite un pulsante azione.
A differenza di molti picchiaduro SNK, il tasto "D" non viene utilizzato e per gli attacchi vengono utilizzati solo due pulsanti azione, uno per i pugni e uno per i calci. Afferrando l'avversario, questi può contrastare la presa e liberarsi. È presente anche il gioco con le armi (un'altra meccanica simile a quella dei picchiaduro, come Renegade e The Combatribes). Le armi possono essere raccolte e lanciate, oppure utilizzate per attacchi speciali e standard. Le armi vengono lanciate sul ring dagli spettatori sullo sfondo.
La barra della salute presenta diversi livelli di colore per indicare la salute. Nella parte inferiore dello schermo è presente anche un "Crazy Meter". Si accumula man mano che un personaggio attacca, conferendogli un attacco speciale che sconfiggerà l'avversario all'istante. In Giappone è chiamato "Gan Gan Attack" e a livello internazionale "Crazy Attack".
Le battaglie sono accompagnate da battute pre-combattimento irriverenti, a volte umoristiche, tra i personaggi. I dialoghi variano da avversario a avversario e il combattimento è immediatamente preannunciato da uno scontro di due piccole immagini degli occhi dei combattenti al centro dello schermo. Non ci sono praticamente differenze tra la versione giapponese di questo gioco e le versioni internazionali, a parte il nome e la rimozione del sangue quando si sferra un colpo critico su un avversario.

## Personaggi
- Joe Kusanagi – conosciuto anche come la "Pantera Rossa di Honmoku", è il protagonista della storia. Joe è il lottatore più potente e famoso della prefettura del Kantō. Annoiato dalla mancanza di validi avversari nella sua zona, parte per affrontare sfide più coinvolgenti. Oltre a questo gioco, fa un cameo in uno degli attacchi di Kisarah in NeoGeo Battle Coliseum.
- Kisarah Westfield – chiamata "Ingenuo Maschiaccio", è una studentessa inglese che ha la reputazione di essere una femme fatale nelle scuole giapponesi. Tuttavia, Kisarah si innamora di Joe Kusanagi e lo insegue per costringerlo a essere il suo fidanzato. È l'unica combattente femminile in questo gioco. Kisarah appare come un personaggio selezionabile in NeoGeo Battle Coliseum e come carta personaggio SNK in SNK vs Capcom: Card Fighters DS.
- Goh Kidokoro – conosciuto anche come il "Forte Spirito da Naniwa", è il lottatore più famoso nella zona occidentale del Giappone, il Kansai, ed è il capo di una sua banda. Avendo ricevuto la notizia circa l'arrivo della "Pantera Rossa di Honmoku" è in fremente attesa di una lotta contro Joe, per poter espandere la sua fama a livello nazionale.
- Kotaro Fuuma – chiamato "Uragano Rabbioso", viene coinvolto in queste vicende perché si è perso durante uno dei suoi viaggi attraverso il tempo ed è atterrato nel 1994 in Giappone (dove si svolge il gioco). Come il resto dei personaggi del gioco, Fuuma non ha poteri particolari (solo la sua mossa "EnRyūHa" rimane da quelle che sapeva fare in World Heroes), ma in cambio guadagna molte mosse combo.
- Leonhalt Domador – detto il "Toro Nero", è un lottatore messicano che scappa dal suo paese natale diventando un rifugiato. Arriva in Giappone con l'unico obiettivo di diventare il combattente più forte di tutti, non importa per che cosa. Leonhalt è il più alto, il più lento e il più potente personaggio di questo gioco. Il suo rivale è Sheen Genus.
- Sheen Genus – la "Tigre Nascente" è un wrestler canadese dilettante che vuole creare la sua propria lega wrestling, e così va alla ricerca di persone forti che si uniscano a lui. Sheen è il wrestler del gioco e un rivale di Leonhalt. È recentemente apparso in SNK vs Capcom: Card Fighters DS come carta Azione.
- Lee Hae Gwon – chiamato "Zanna Bianca". Un esperto di arti marziali coreano che vive in Giappone e lavora per una scuola. Cerca vendetta contro il rissoso che ha causato disastri nella sua scuola: Domador Leonhalt. Lee è uno dei personaggi più veloci del gioco, e ha un buon numero di tecniche di calci e varie mosse di Taekwondo.
- Bobby Nelson – conosciuto anche come "Proiettile Nero". È un ragazzino afro-americano che vuole diventare un famoso giocatore di pallacanestro. Per raggiungere il suo obiettivo Bobby attraversa il mondo, in attesa di essere scoperto. È il personaggio più veloce e più piccolo del gioco e l'unico che ha sempre un'arma (la sua palla). È recentemente apparso in SNK vs Capcom: Card Fighters DS come carta Azione, insieme a Sean Matsuda di Street Fighter III, anche lui un cestista in erba.

## Accoglienza
In Giappone, la rivista Game Machine elencò Aggressors of Dark Kombat nel numero del 1º settembre 1994 come la ottava unità arcade di maggior successo del mese. In Nord America, RePlay riportò che era il diciottesimo gioco più popolare nel paese. Secondo Famitsū, la versione per Neo Geo AES vendette oltre 6143 copie nella sua prima settimana d'uscita.